# 大地 (1937年の映画)
『大地』（だいち、原題：The Good Earth）は、パール・S・バックの同名小説に基づき1937年に製作・公開されたアメリカ合衆国の映画である。（撮影は1936年）

## 概要
シドニー・フランクリンが監督、ポール・ムニとルイーゼ・ライナーが主演した。映画版は1932年にオーウェン・デイヴィスとドナルド・デイヴィスにより劇化された際の脚本を基にしている。（クロード・レインズ、アラ・ナジモヴァが主演）

## キャスト
- 王龍：ポール・ムニ
- 玉蘭：ルイーゼ・ライナー
- 叔父：ウォルター・コノリー
- 蓮華：ティリー・ロッシュ
- 長男：ケイ・ルーク

当初、玉蘭役には田中路子が候補になっていたが、日本人が演じることに反対が出たため、オーストリア人のルイーゼ・ライナーが演じることになった。アンナ・メイ・ウォンも出演を希望していたが果たせなかった。

## スタッフ
- 監督：シドニー・フランクリン
- 製作総指揮：アーヴィング・タルバーグ（クレジットなし）
- 脚本：タルボット・ジェニングス、テス・スレシンジャー、クローディン・ウェスト
- 音楽：ハーバート・ストサート
- 撮影：カール・フロイント
- 編集：バジル・ランゲル
- 美術：セドリック・ギボンズ
- 衣裳：ドリー・ツリー
- 録音：ダグラス・シアラー

## アカデミー賞受賞・ノミネーション
- 受賞
  - 主演女優賞：ルイーゼ・ライナー
  - 撮影賞：カール・フロイント
- ノミネーション
  - 作品賞
  - 監督賞：シドニー・フランクリン
  - 編集賞：バジル・ランゲル